# Bukovinka (powiat Blansko)
Bukovinka – miejscowość i gmina (obec) w Czechach, w kraju południowomorawskim, w powiecie Blansko. W 2022 roku liczyła 614 mieszkańców.